# Palazzo del Senato (Madrid)
Il Palazzo del Senato è la sede del Senato di Spagna, la camera alta delle Cortes Generales, e si trova nella plaza de la Marina Española, nel distretto Centro di Madrid.

## Storia
L'edificio è stato fondato nel 1581 ed era originariamente una scuola e un convento dell'Ordine di Sant'Agostino, costruito da Francisco de Mora. La scuola era una delle istituzioni più importanti della capitale la cui chiesa conteneva numerosi capolavori di El Greco, oggi al Museo del Prado.
Nel 1814 e tra il 1820 e il 1823 il palazzo fu la sede delle Cortes di Cadice, il primo parlamento ufficiale della Spagna.
Con l'approvazione dell'Estatuto Real del 1834 fu istituito un parlamento bicamerale (le Cortes Generales), la cui camera alta si trasferì nel palazzo nel 1835 e vi rimase fino al 1923 quando, durante la dittatura di Primo de Rivera, le Cortes furono sciolte e fu creata l'Assemblea Consultiva Nazionale con nel Palacio de las Cortes.
Con l'avvento della Seconda Repubblica il parlamento unicamerale stabilì la sua sede all'interno del Palacio de las Cortes, mentre i dibattiti costituzionali si tenevano nel Palazzo di Cristallo.
Durante la dittatura di Francisco Franco il palazzo fu la sede del Consiglio Nazionale del Movimento, uno pseudo Senato controllato da Franco, mentre nel 1977 è tornato ad ospitare il Senato spagnolo.